# Eupelmus ficigerae
Eupelmus ficigerae är en stekelart som först beskrevs av William Harris Ashmead 1887.  Eupelmus ficigerae ingår i släktet Eupelmus och familjen hoppglanssteklar. Inga underarter finns listade i Catalogue of Life.